# Edición del anime para distribución
La edición del anime es hecha principalmente por los distribuidores, sea para su publicación en Japón o en otras partes del mundo. Estos cambios incluyen el doblaje, adecuación del lenguaje al lugar destino, censura de contenido violento o sexual y remasterización.

## Japón
Bajo la legislación japonesa, el artículo 175 del código penal prohíbe material que incluya imágenes indecentes, dicha ley data del año 1907. El uso de tentáculos en las series como en Urotsukidōji fue una forma en que los creadores se saltaban la prohibición de mostrar genitales. Series de anime como Cowboy Bebop y la adaptación de Gantz fueron editadas durante su transmisión; pero al ser publicadas para su venta, ofrecían el producto completo sin cortes ni ediciones.

## Estados Unidos
El sistema de clasificación de contenido de Estados Unidos fue un problema para el anime emitido y vendido en el país, estos productos fueron marcados siempre como R-18 o no apto para menores de edad.
Cuando el canal de televisión Cartoon Network comenzó a emitir anime, los requerimientos del contenido pedían evitar mostrar el consumo de alcohol, sangre o heridas abiertas, lenguaje ofensivo y maltrato hacia menores de edad. Por otra parte, el canal 4Kids editaba el anime que tenía licenciado para hacerlo más "occidental", bajo el argumento de que sería más accesible a los niños y podría venderse mejor.

## Reino Unido
En el Reino Unido la ley que regula la distribución de contenido es la Video Recordings Act 2010, que establece que todo material debe ser certificado por la British Board of Film Classification. Entre el contenido inaceptable está la violencia gráfica, escenas de naturaleza sexual, sexo con o entre menores de edad y violencia de todo tipo. Varios productos fueron considerablemente editados para aprobar la certificación, series como Urotsukidōji y Adventure Duo. El anime La Blue Girl recibió casi 35 minutos de edición en 4 episodios, terminando con una clasificación de 18. En la década de 1990 en Reino Unido ocurrió una campaña de desprestigio al anime entre varios medios y periódicos como reacción del contenido violento y la sexualización del contenido; para 1995 casi un cuarto del anime publicado recibió una clasificación no apta para menores de edad, pero para 2010 la mayoría del contenido recibía una clasificación de 12.

## Puntos de vista
Una de las películas de Hayao Miyazaki fue fuertemente editaba por la compañía New World Pictures en 1980; casi la mitad de la cinta fue cortada y la trama fue simplificada, ocasionando que se distorsionara el mensaje original de temática pacifista y ecológica; otro detalle ocurrió con los actores de doblaje, quienes no fueron informados de la verdadera trama de la cinta.
Miyazaki y los Studio Ghibli no recibieron de buena manera la edición de la distribuidora, ello ocasionó que el estudio japonés creara una política de "cero cortes", donde prohíbe a compañías extranjeras la edición de sus productos. En 2000 Studio Ghibli permitió el doblaje de la mayoría de sus películas por Walt Disney Pictures bajo la condición de no remover escenas o modificarlas y que los diálogos fueran congruentes con la versión original en japonés. La política de "cero cortes" destacó cuando la compañía americana Miramax sugirió editar la cinta La princesa Mononoke para hacerla más adecuada para el público occidental e infantil, la respuesta de Studio Ghibli fue enviar una katana con el mensaje "sin cortes".